# Trofarello
Trofarello (en français  Trofarel)  est une commune italienne d'environ 10 590 habitants (2021), située dans la ville métropolitaine de Turin, dans la région Piémont, dans le nord-ouest de l'Italie.

## Administration
| Période                                  | Période | Identité       | Étiquette | Qualité |
| ---------------------------------------- | ------- | -------------- | --------- | ------- |
|                                          |         | Maurizio Tomeo |           |         |
| Les données manquantes sont à compléter. |         |                |           |         |

### Hameaux
Valle Sauglio

### Communes limitrophes
Pecetto Torinese, Moncalieri, Cambiano, Santena